# Ilex ptariana
Ilex ptariana är en järneksväxtart som beskrevs av Julian Alfred Steyermark. Ilex ptariana ingår i släktet järnekar, och familjen järneksväxter. Inga underarter finns listade i Catalogue of Life.